# Daniel Natou
Daniel Natou (Port Vila, 25 novembre 1989) è un calciatore vanuatuano, centrocampista dei Solomon Warriors.

## Carriera

### Club
Ha giocato nel campionato vanuatuano e salomonese.

### Nazionale
Ha esordito in Nazionale nel 2011, partecipando alla Coppa d'Oceania del 2016.